# Aiko

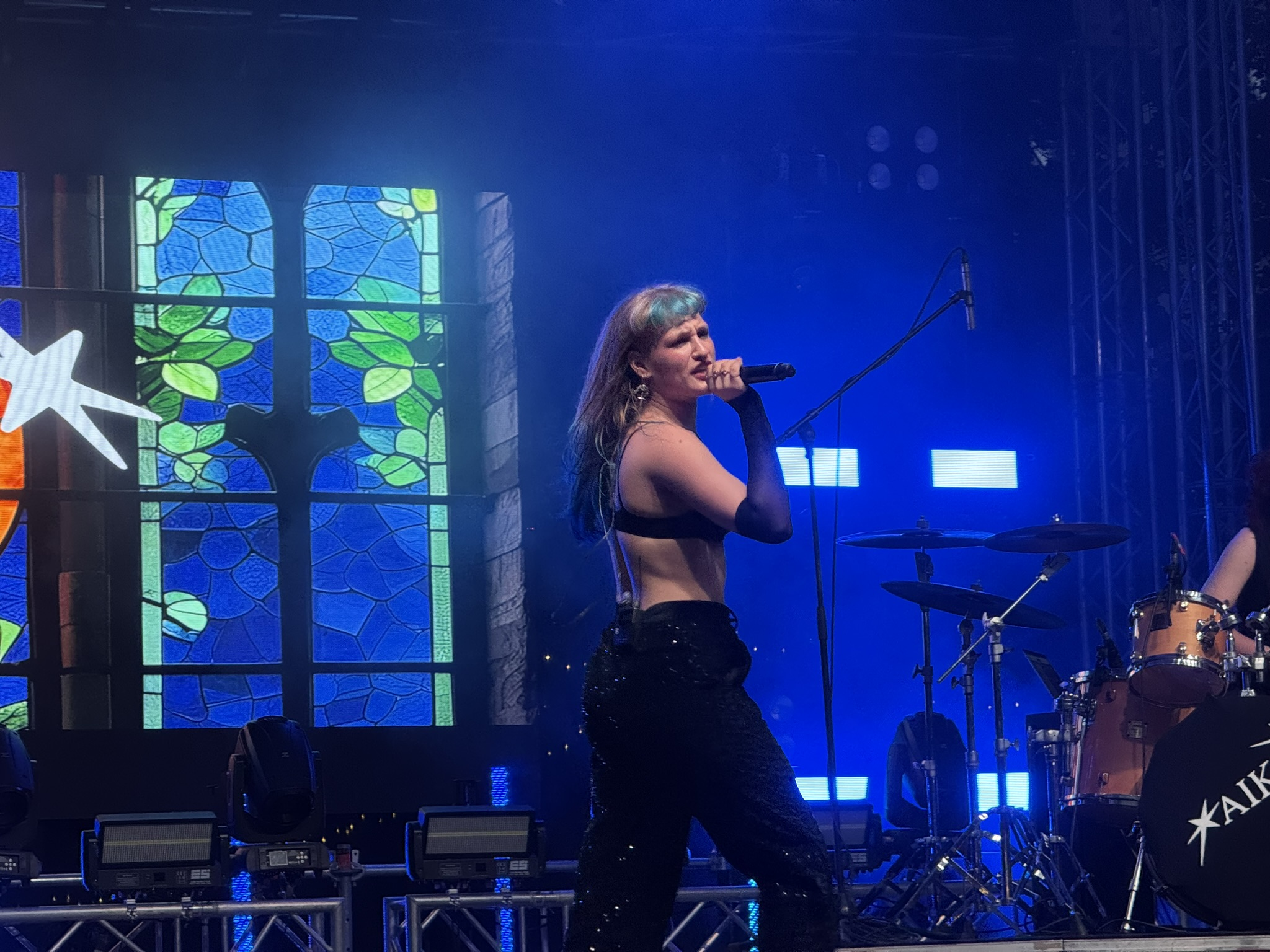
Aiko a budapesti Sziget Fesztiválon 2025-ben

Aiko (születési nevén: Alena Shirmanova-Kostebelova, cirill betűkkel: Алёна Ширманова-Костебелова; Moszkva, 1999. december 26. – ) cseh énekesnő és dalszerző Karlovy Varyból, aki jelenleg az angliai Brightonban él. Ő képviselte Csehországot a 2024-es Eurovíziós Dalfesztiválon, Malmőben, a Pedestal című dalával.

## Pályafutása
Alena Shirmanova részt vett a Česko Slovenská SuperStar című tehetségkutató műsor negyedik évadában. Aiko művésznéven 2018-ban adta ki első nagylemezét, az Aikót, amit 2020-ban az Expiration Date követett, amiről kiadta az első kislemezét.
Ő volt az első cseh előadó, aki szerepelt a Times Square kivetítőjén, mivel szerepelt a Spotify Equal kampányában. Részt vett a Rock for People, az ESNS, a Metronome Prague, a The Great Escape és a Grape fesztiválokon, valamint kísérőelőadóként Alice Merton és Tamino mellett lépett fel a turnéik során. Néhány dala szerepelt a Teen Mom és a Love Island című tévéműsorokban.
Aiko 2023. október 13-án adta ki a Fortune's Child című albumát. 2023. november 28-án a Česká Televize bejelentette, hogy az énekesnő résztvevője lesz a 2024-es ESCZ cseh eurovíziós nemzeti válogatónak. Pedestal című versenydalával megnyerte a december 4-én rendezett döntőt, ahol a cseh és a nemzetközi közönség pontjai alakították ki a végeredményt, így ő képviselhette hazáját az Eurovíziós Dalfesztiválon. A dalfesztivál május 9-én rendezett második elődöntőjében a tizenegyedik helyen végzett, így nem jutott tovább a döntőbe.
2025. augusztus 9-én fellépett Budapesten a Sziget Fesztiválon.

## Magánélete
Aiko jelenleg Brightonban él. Művészneve a japán nyelvből származik, és az Ajka név becézésének egy változata. 2024 óta kapcsolatban van a spanyol Megara együttes dobosával, Kat Almagróval.

## Diszkográfia

### Albumok
- Aiko (2018)
- Expiration Date (2020)
- Fortune's Child (2023)
- Aikonic (2024)

### Kislemezek
- Hunt (2020)
- Power (2021)
- Daughter of the Sun (2021)
- Gemini (2021)
- Alter Ego (2022)
- I Want to Be Perfect (2022)
- Restless (2022, Boy Jr.-ral közösen)
- Instincts (2023)
- Lucky Streak (2023)
- Pedestal (2023)
- White Flag (2024)
- Hunger (2024, Teyával közösen)
- Regal (2024)
- Cleopatra (2025)
- Mi amor (2025)
- I Need a Minute (2025)